# 中苑街道
中苑街道，是中华人民共和国辽宁省阜新市细河区下辖的一个乡镇级行政单位。

## 行政区划
中苑街道下辖以下地区：
局北社区、电工社区、新建社区、四保社区、丹阳社区、育新社区、四合社区和西环社区。